# جيسي جين
سينثيا آن هاول (16 يوليو 1980 - 24 يناير 2024)، والمعروفة مهنيًا باسم جيسي جين، كانت ممثلة أفلام إباحية أمريكية. أصبحت واحدة من فناني الأفلام الكبار القلائل في العقد الأول من القرن الحادي والعشرين الذين انتقلوا إلى الأدوار السينمائية والتلفزيونية السائدة.

## حياتها
ولدت جين سينثيا آن هاول في 16 يوليو 1980 في فورت وورث، تكساس. وفقا لمقابلة أجرتها عام 2006 مع صحيفة أوكلاهوما جازيت، انتقلت عائلتها إلى منطقة مدينة أوكلاهوما حيث كان والداها يعملان في قاعدة تينكر الجوية [الإنجليزية]. في عام 1998، تخرجت بمرتبة الشرف من مدرسة مور الثانوية.

## وفاتها
في 24 يناير 2024، عثر على جين وصديقها بريت هاسنمولر ميتين بعد تناول جرعة زائدة من المخدرات في منزلهما في مور، أوكلاهوما.

## روابط خارجية
- جيسي جين على موقع IMDb (الإنجليزية)
- جيسي جين على موقع ألو سيني (الفرنسية)
- جيسي جين على موقع أول موفي (الإنجليزية)
- جيسي جين على موقع إن إن دي بي (الإنجليزية)
- جيسي جين على موقع قاعدة بيانات الفيلم (الإنجليزية)
- جيسي جين على موقع كينوبويسك (الروسية)